# I Am Greater Than I Was
I Am Greater Than I Was (reso graficamente i am > i was) è il secondo album in studio del rapper britannico 21 Savage, pubblicato il 21 dicembre 2018. L'album vanta le partecipazioni di J. Cole, Childish Gambino, Schoolboy Q, Post Malone, Offset, Travis Scott (successivamente), Lil Baby, Gunna ed altri. L'album è stato supportato dal singolo A Lot, pubblicato l'8 gennaio 2019.

## Antefatti
Nel mese di novembre, 21 Savage pubblicò un tweet in cui scrisse "12-7-18", che fece pensare che l'album sarebbe stato pubblicato proprio in quella data. La tracklist fu divulgata dal produttore Louis Bell tramite una storia Instagram il 13 dicembre 2018. Successivamente 21 Savage pubblicò una storia Instagram in cui si scusava perché si era "dimenticato" di pubblicare l'album, ma un video pubblicato in seguito confermò che sarebbe uscito il 21 dicembre seguente.

## Copertina
21 Savage pubblicò la copertina dell'album su Instagram il 6 dicembre 2018, e presentava un'immagine sfocata di se stesso con didascalia delle emoji di capre. Billboard ha etichettato la copertina come "criptica".

## Singoli
Il primo singolo dell'album, A Lot, è stato pubblicato l'8 gennaio 2019. Il secondo singolo, Monster, verrà invece pubblicato il 7 maggio 2019.

## Accoglienza
| Recensione           | Giudizio |
| -------------------- | -------- |
| AnyDecentMusic?      | 7,2/10   |
| Metacritic           | 81/100   |
| Consequence of Sound | B-       |
| Crack Magazine       | 8/10     |
| The Guardian         |          |
| Highsnobiety         |          |
| HipHopDX             |          |
| HotNewHipHop         | 88%      |
| Pitchfork            | 7,8/10   |
| Sputnikmusic         |          |
| TheNeedleDrop        | 7/10     |
| Variety              | Positivo |

Alla sua uscita I Am > I Was fu accolto con ampi consensi da parte della critica di settore. Il sito Metacritic, che assegna un punteggio standardizzato da 0 a 100, gli assegna un punteggio di 81 basato su sei recensioni professionali.
In una recensione per Variety, A. D. Morosi ha scritto:
Eric Diep di HipHopDX ha invece scritto:
Paul A. Thompson, per il webzine Pitchfork, scrive:
Il critico di Consequence of Sound Michael Pementel si è invece espresso così circa l'album:

## Performance commerciale
I Am > I Was ha debuttato alla posizione numero 1 della Billboard 200, nella prima classifica stilata nel 2019, vendendo 131.000 unità equivalenti ad album (di cui 18.000 in copia fisica). Questo è il primo album di 21 Savage a debuttare in testa alla classifica negli Stati Uniti. L'album è rimasto alla prima posizione, vendendo altre 65.000 copie, con un calo del 51% nelle vendite rispetto alla sua settimana di debutto. Nella sua terza settimana l'album è sceso alla seconda posizione, vendendo 56.000 copie, con un calo di un ulteriore 14%.
In seguito alla pubblicazione di I Am > I Was ben nove brani hanno debuttato nella Billboard Hot 100. La posizione massima è stata raggiunta dal brano A Lot, arrivato alla posizione numero 12 durante la settima settimana di permanenza in classifica.

## Tracce
Crediti adattati da Tidal.
1. A Lot – 4:48 (testo: Shayaa Joseph, Jermaine Cole, Dacoury Natche, Anthony WhiteShelia Young – musica: DJ Dahi, J White)
2. Break Da Law – 2:57 (testo: Joseph, Leland Wayne, Joshua Luellen, Bradley Brandon – musica: Metro Boomin, Southside, Doughboy Beatz)
3. A&T – 3:32 (testo: Joseph, Trocon Roberts, Jocelyn Donald, Nija Charles, Kinta Cox, Paul Beauregard, Jordan Houston, Brandt Jones, Danell Stevens, Earl Stevens, Tenina Stevens, Marvin Whitemon, Delmar Lawrence – musica: FKi 1st)
4. Out for the Night – 2:17 (testo: Joseph, Ahmar Bailey, Carlos Santana – musica: Kid Hazel)
5. Gun Smoke – 2:47 (testo: Joseph, Bailey, Frederikus van Workum, Nicholas Luscombe – musica: Kid Hazel, Freek Van Workum, ItsNicklus)
6. 1.5 – 2:28 (testo: Joseph, Kiari Cephus, Wesley Glass – musica: Wheezy, Nils)
7. All My Friends – 3:31 (testo: Joseph, Austin Post, Louis Bell – musica: Bell)
8. Can't Leave Without It – 3:25 (testo: Joseph, Dominique Jones, Sergio Kitchens, Glass – musica: Wheezy)
9. ASMR – 2:51 (testo: Joseph, Wayne, Bailey – musica: Metro Boomin, Kid Hazel)
10. Ball w/o You – 3:15 (testo: Joseph, Bryan Simmons, Kenneth Smith, Jr., Tyshane Thompson, Ralphy London – musica: TM88)
11. Good Day – 4:02 (testo: Joseph, Quincy Hanley, Houston, Ronald LaTour, Samuel Gloade, Lamont, Porter, Brock Korsan, Thompson, Donald, Beauregard – musica: Cardo, 30 Roc)
12. Pad Lock – 3:11 (testo: Joseph, Bailey, van Workum, Luscombe – musica: Kid Hazel, Freek Van Workum, ItsNicklus)
13. Monster – 3:53 (testo: Joseph, Donald Glover II, Natche, Axel Morgan, Jake Austin, Calvin Tarvin – musica: DJ Dahi, Axlfolie, Dave Sava6e, Tiggi)
14. Letter 2 My Momma – 3:14 (testo: Joseph, Bailey – musica: Kid Hazel)
15. 4L – 4:48 (testo: Joseph, Quantavious Thomas, Roshwita Bacha, Bailey – musica: Roselilah, Kid Hazel)

Versione Deluxe
1. Out for the Night – Part 2 – 3:55 (testo: Joseph, Jacques Webster, Bailey, Santana – musica: Kid Hazel, Boi-1da, Vinylz)

### Campionature
- A Lot contiene un campione di "I Love You for All Seasons", scritta da Shelia Young ed eseguita dai The Fuzz.[33]
- A&T contiene un'interpolazione di "Azz & Tittiez", scritta da Paul Beauregard, Jordan Houston, Chastity Daniels, Delmar Lawrence e Derrick Hill, ed seguita da Hypnotize Camp Posse; e contiene un campione di "Don't Save Her", scritta da Jordan Houston, Patrick Houston e Darnell Carlton, ed eseguita da Project Pat; ed un ulteriore campione di "Bitches (Reply)", scritta da Jimi Payton e Dio Norman, ed eseguita da DJ Jimi.
- Out of the Night contiene un campione di "Samba Pa Ti", scritta ed eseguita da Carlos Santana.[34]
- ASMR contiene un'interpolazione di "Don't Come Out the House", scritta da Leland Wayne, Shayaa Abraham-Joseph e Brytavious Chambers, ed eseguita da Metro Boomin in collaborazione con 21 Savage.
- Good Day contiene un'interpolazione non accreditata di "It Was a Good Day", scritta da O'Shea Jackson, Ernie Isley, Marvin Isley, O'Kelly Isley Jr., Ronald Isley, Rudolph Isley e Chris Jasper, ed eseguita da Ice Cube; contiene inoltre un campione di "Damn I'm Crazed", scritta da Paul Beauregard e Ricky Dunigan ed eseguita da DJ Paul e Lord Infamous

## Formazione
Crediti adattati da Tidal.
Strumenti
- Einer Bankz – chitarra (traccia 4)
- Darnell Stoxstell – basso (traccia 14)

Produzione
- Mac Attkison – registrazione (tracce 1–9, 11–15), missaggio (tracce 10, 12, 15)
- Deyvid Ford – registrazione (traccia 10)
- Riley Mackin – registrazione (traccia 13)
- Young Nudy – registrazione (traccia 15)
- Maddox "MaddMix" Chhim – missaggio (tracce 1, 3–6, 8, 11, 13, 14, 16)
- Ethan Stevens – missaggio (tracce 2, 9)
- Louis Bell – missaggio (traccia 7), registrazione (traccia 7)
- Collin Leonard – mastering

## Classifiche
| Classifica (2018)         | Posizione massima |
| ------------------------- | ----------------- |
| Australia                 | 30                |
| Austria                   | 56                |
| Belgio (Fiandre)          | 42                |
| Belgio (Vallonia)         | 93                |
| Canada                    | 3                 |
| Danimarca                 | 10                |
| Finlandia                 | 20                |
| Germania                  | 87                |
| Irlanda                   | 30                |
| Italia                    | 95                |
| Nuova Zelanda             | 23                |
| Norvegia                  | 7                 |
| Paesi Bassi               | 5                 |
| Regno Unito               | 33                |
| Stati Uniti               | 1                 |
| Stati Uniti (R&B/Hip-Hop) | 1                 |
| Stati Uniti (Rap)         | 1                 |
| Svezia                    | 13                |
| Svizzera                  | 33                |